# Логвин Дмитро Гаррійович
Дмитро́ Га́ррійович Логвин (нар. 16 березня 1967, Харків) — український диригент, художній керівник та головний диригент камерного оркестру «Пори року», художній керівник Міжнародного музичного фестивалю “Музика без меж”, професор Дніпровської академії музики, народний артист України (2016).

## Життєпис
1986 — закінчив Дніпродзержинське музичне училище.
2003 — закінчив Київський національний університет культури і мистецтв.
1988—2004 — артист симфонічного оркестру Дніпропетровського театру опери та балету.
З 1993 — співзасновник і диригент, а з 2001 — художній керівник камерного оркестру «Пори року» (Дніпро).
2009—2011 — головний диригент Національного камерного ансамблю «Київські солісти».
У 2010 р. в Києві під орудою Дмитра Логвина відбувся концерт Великого симфонічного оркестру та легенди світової рок-музики, одного з творців гурту Deep Purple, сера Джона Лорда.
З 2013 — художній керівник міжнародного музичного фестивалю «Музика без кордонів» (Дніпро).
З  березня  2018 р. Маестро Логвин має честь диригувати виставами Національної опери України, а саме  операми "Алеко", "Ріголетто", балетами "Болеро" та "Кармен-сюїта".
Гастролював з оркестрами Великої Британії, Ізраїлю, Німеччини, Швейцарії та Фінляндії.
Багаторазово виступав на сцені багатьох філармоній України. 
Творчу діяльність Маестро Логвин поєднує з роботою в артменеджменті, будучи директором одного з найбільших європейських центрів сучасного мистецтва PinchukArtCentre.